# Royal Canin
Royal Canin es una compañía francesa fabricante de alimentos para gatos y perros, fundada en 1967. Una división de la multinacional Mars, Incorporated, presente en más de 90 países de todo el mundo. Sus  oficinas centrales están en Aimargues, Francia.

## Historia
En 1967 un veterinario francés fabrica el primer alimento para perros de Royal Canin en Gard, Francia. 
En 1968, se crea Royal Canin como Compañía, para la investigación y el desarrollo de nuevos productos. 
En 1970 lanza su primera gama completa de alimentos para perros y cachorros y se funda la filial española, Royal Canin Ibérica.
En 1972, Royal Canin es adquirida por la empresa Guyomarc´h, y comienzan a desarrollar nuevas gamas de productos. 
En 1990, el banco francés BNP, compró el Grupo Guyomarc'h.
Desde 2002, Royal Canin forma parte del grupo americano Mars Incorporated, perteneciente a la familia Mars, fundadora de la empresa.
En marzo de 2004, Royal Canin se hizo con las marcas estadounidenses y canadienses de alimentos de uso veterinario IVD, Medi–Cal y Techni–Cal, por 82,5 millones de dólares.
En 2014 Royal Canin es elegida como una de las 10 mejores empresas para trabajar en España, en la categoría de 100 a 249 empleados, por el ranking Best Work Places elaborado por la consultora Great Place to Work

## Fábricas

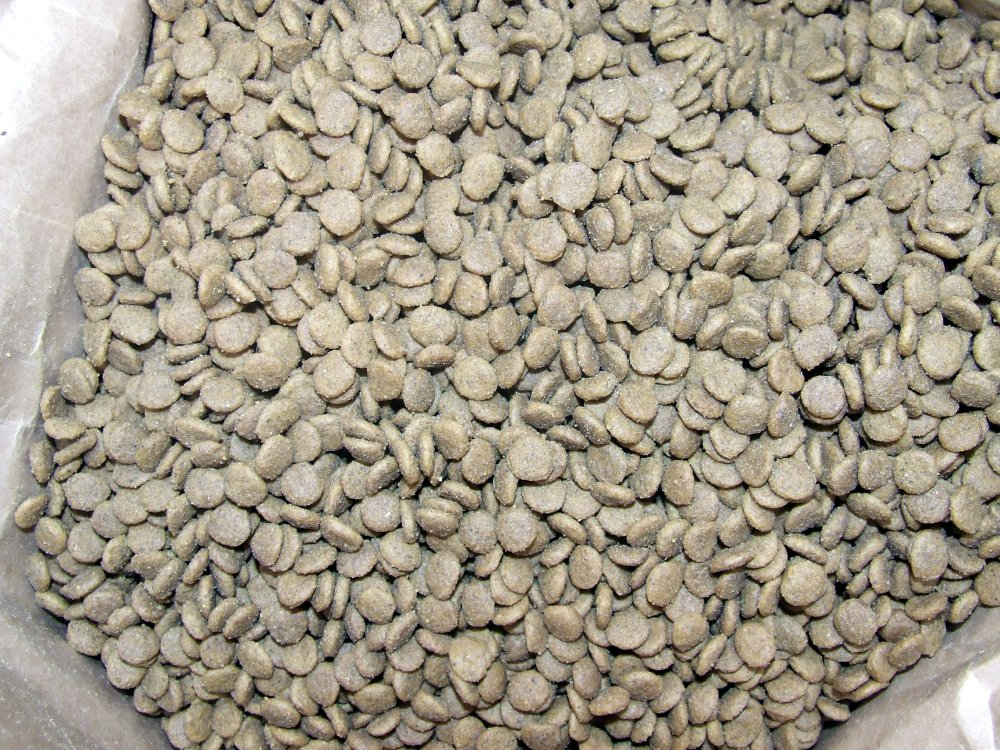
Royal Canin Medium Junior

Royal Canin tiene actualmente once fábricas en activo en todo el mundo, en Aimargues y Cambrai en Francia, Estados Unidos, Brasil, Reino Unido, Argentina, Rusia, Sudáfrica, Polonia, Canadá y China. Más la planta de Japón, que es envasadora.
- Aimargues, el sur de Francia.[5]
- Cambrai, al norte de Francia.[5]
- Johannesburgo, Sudáfrica.[6]
- Rolla, Misuri, EE. UU.
- Descalvado, Brasil.
- Virrey del Pino, Buenos Aires, Argentina.
- Dmitrov cerca de Moscú, Rusia.
- Castle Cary cerca de Bristol, Reino Unido.
- Guelph, Ontario, Canadá.
- Niepołomice, Polonia.
- North Sioux City, Dakota del Sur, EE. UU.
- Shanghái, China.

## Publicaciones
Royal Canin es reconocida por la investigación de la formulación para la fabricación y comercialización de alimentos específicos para gatos y perros según su edad, raza, talla, estilo de vida o para ayudar en el manejo de distintas patologías. Ha publicado libros, enciclopedias y guías especializadas sobre gatos y perros. Entre sus publicaciones cabe destacar la revista Veterinary Focus, una publicación científica trimestral, traducida a 11 idiomas y que llega a más de 70.000 médicos veterinarios de todo el mundo.

## Patrocinios
Royal Canin presta patrocinio a diferentes eventos caninos y felinos así como a iniciativas solidarias de protectoras animales.
En 2013 protagonizaron un escándalo al patrocinar un evento Vinnytisia (Ucrania) donde tuvo lugar una pelea entre un oso y varios perros. La marca emitió un comunicado de disculpa en el que calificó los hechos de atroces y absolutamente contrarios a los principios de bienestar animal de la compañía para esponsorizaciones.